# Judith Wiesner
Pour les articles homonymes, voir Wiesner.
Judith Pölzl (née le 2 mars 1966 à Hallein), plus connue sous son nom d'épouse Judith Wiesner, est une joueuse de tennis autrichienne, professionnelle du milieu des années 1980 à 1997.
En 1996, elle a disputé les quarts de finale dans deux épreuves du Grand Chelem, à Wimbledon (battue par Arantxa Sánchez Vicario) et à l'US Open (par Steffi Graf). Elle a en outre atteint au minimum une fois les huitièmes dans chacun des trois autres Majeurs au cours de sa carrière.
Elle demeure à ce jour, avec Barbara Paulus et Barbara Schett, l'une des meilleures Autrichiennes de l'histoire de son sport.
Judith Wiesner a gagné huit tournois sur le circuit WTA, dont trois en double dames.

## Palmarès

### Titres en simple dames
| No | Date       | Nom et lieu du tournoi                   | Catégorie | Dotation  | Surface      | Finaliste         | Score         |          |
| -- | ---------- | ---------------------------------------- | --------- | --------- | ------------ | ----------------- | ------------- | -------- |
| 1  | 18-07-1988 | Aix-en-Provence, Aix-en-Provence         | Tier V    | 100 000 $ | Terre (ext.) | Sylvia Hanika     | 6-1, 6-2      | Parcours |
| 2  | 10-07-1989 | Arcachon Cup, Arcachon                   | Tier V    | 100 000 $ | Terre (ext.) | Barbara Paulus    | 6-3, 6-7, 6-1 | Parcours |
| 3  | 18-05-1992 | Internationaux de Strasbourg, Strasbourg | Tier IV   | 150 000 $ | Terre (ext.) | Naoko Sawamatsu   | 6-1, 6-3      | Parcours |
| 4  | 22-08-1994 | OTB International, Schenectady           | Tier III  | 150 000 $ | Dur (ext.)   | Larisa Neiland    | 7-5, 3-6, 6-4 | Parcours |
| 5  | 24-07-1995 | Styrian Open, Maria Lankowitz            | Tier IV   | 107 500 $ | Terre (ext.) | Ruxandra Dragomir | 7-6, 6-3      | Parcours |

### Finales en simple dames
| No | Date       | Nom et lieu du tournoi                    | Catégorie | Dotation  | Surface      | Vainqueure        | Score         |          |
| -- | ---------- | ----------------------------------------- | --------- | --------- | ------------ | ----------------- | ------------- | -------- |
| 1  | 16-05-1988 | Internationaux de Strasbourg, Strasbourg  | Tier V    | 100 000 $ | Terre (ext.) | Sandra Cecchini   | 6-3, 6-0      | Parcours |
| 2  | 16-03-1990 | Lipton International Championships, Miami | Tier I    | 750 000 $ | Dur (ext.)   | Monica Seles      | 6-1, 6-2      | Parcours |
| 3  | 15-07-1991 | Citroen Austrian Open, Kitzbühel          | Tier IV   | 150 000 $ | Terre (ext.) | Conchita Martínez | 6-1, 2-6, 6-3 | Parcours |
| 4  | 17-05-1993 | Internationaux de Strasbourg, Strasbourg  | Tier III  | 150 000 $ | Terre (ext.) | Naoko Sawamatsu   | 4-6, 6-1, 6-3 | Parcours |
| 5  | 12-07-1993 | Citroen Cup, Kitzbühel                    | Tier III  | 150 000 $ | Terre (ext.) | Anke Huber        | 6-4, 6-1      | Parcours |
| 6  | 25-07-1994 | Styrian Open, Maria Lankowitz             | Tier IV   | 100 000 $ | Terre (ext.) | Anke Huber        | 6-3, 6-3      | Parcours |
| 7  | 30-12-1996 | ASB Bank Classic, Auckland                | Tier IV   | 107 500 $ | Dur (ext.)   | Marion Maruska    | 6-3, 6-1      | Parcours |

### Titres en double dames
| No | Date       | Nom et lieu du tournoi                  | Catégorie | Dotation  | Surface      | Partenaire     | Finalistes                          | Score    |              |
| -- | ---------- | --------------------------------------- | --------- | --------- | ------------ | -------------- | ----------------------------------- | -------- | ------------ |
| 1  | 05-10-1987 | Athens Trophy Athènes                   |           | 75 000 $  | Terre (ext.) | Andrea Betzner | Kathleen Horvath Dinky Van Rensburg | 6-4, 7-6 | Parcours GRE |
| 2  | 01-08-1988 | Athen Greece Athènes                    | Tier V    | 75 000 $  | Terre (ext.) | Sabrina Goleš  | Silke Frankl Sabine Hack            | 7-5, 6-0 | Parcours     |
| 3  | 22-05-1989 | Internationaux de Strasbourg Strasbourg | Tier V    | 100 000 $ | Terre (ext.) | Mercedes Paz   | Lise Gregory Gretchen Rush          | 6-3, 6-3 | Parcours     |

### Finales en double dames
| No | Date       | Nom et lieu du tournoi                         | Catégorie | Dotation  | Surface         | Vainqueures                         | Partenaire        | Score         |          |
| -- | ---------- | ---------------------------------------------- | --------- | --------- | --------------- | ----------------------------------- | ----------------- | ------------- | -------- |
| 1  | 25-07-1988 | Citizen Cup Hambourg                           | Tier IV   | 200 000 $ | Terre (ext.)    | Jana Novotná Tine Scheuer-Larsen    | Andrea Betzner    | 6-4, 6-2      | Parcours |
| 2  | 24-04-1989 | International Championships of Spain Barcelone | Tier V    | 100 000 $ | Terre (ext.)    | Jana Novotná Tine Scheuer-Larsen    | Arantxa Sánchez   | 6-2, 2-6, 7-6 | Parcours |
| 3  | 16-10-1989 | European Indoors Zurich                        | Tier III  | 250 000 $ | Moquette (int.) | Jana Novotná Helena Suková          | Nathalie Tauziat  | 6-3, 3-6, 6-4 | Parcours |
| 4  | 22-04-1991 | International Championships of Spain Barcelone | Tier III  | 225 000 $ | Terre (ext.)    | Martina Navrátilová Arantxa Sánchez | Nathalie Tauziat  | 6-1, 6-3      | Parcours |
| 5  | 20-04-1992 | Open Seat of Spain Barcelone                   | Tier III  | 225 000 $ | Terre (ext.)    | Conchita Martínez Arantxa Sánchez   | Nathalie Tauziat  | 6-4, 6-1      | Parcours |
| 6  | 22-02-1993 | Int’l Austrian Indoor Championships Linz       | Tier III  | 150 000 $ | Moquette (int.) | Eugenia Maniokova Leila Meskhi      | Conchita Martínez | Forfait       | Parcours |

## Parcours en Grand Chelem

### En simple dames
| Année | Open d'Australie | Open d'Australie   | Internationaux de France | Internationaux de France | Wimbledon       | Wimbledon           | US Open         | US Open            |
| ----- | ---------------- | ------------------ | ------------------------ | ------------------------ | --------------- | ------------------- | --------------- | ------------------ |
| 1987  | 3e tour (1/16)   | Jo Durie           | 2e tour (1/32)           | Terry Phelps             | 2e tour (1/32)  | Alycia Moulton      | 1er tour (1/64) | Ann Henricksson    |
| 1988  | -                | -                  | 1er tour (1/64)          | Chris Evert              | 1er tour (1/64) | Laura Golarsa       | 4e tour (1/8)   | Chris Evert        |
| 1989  | 4e tour (1/8)    | Catarina Lindqvist | 1er tour (1/64)          | Elise Burgin             | 3e tour (1/16)  | Lori McNeil         | 1er tour (1/64) | Terry Phelps       |
| 1990  | 2e tour (1/32)   | Claudia Porwik     | 3e tour (1/16)           | Jennifer Capriati        | 4e tour (1/8)   | Martina Navrátilová | 4e tour (1/8)   | Mary Joe Fernández |
| 1991  | -                | -                  | 1er tour (1/64)          | Conchita Martínez        | 4e tour (1/8)   | Mary Joe Fernández  | 4e tour (1/8)   | Steffi Graf        |
| 1992  | 2e tour (1/32)   | Alexia Dechaume    | 3e tour (1/16)           | Arantxa Sánchez          | 3e tour (1/16)  | Naoko Sawamatsu     | 2e tour (1/32)  | Patricia Hy        |
| 1993  | 1er tour (1/64)  | Mana Endo          | 4e tour (1/8)            | Conchita Martínez        | 2e tour (1/32)  | Conchita Martínez   | 3e tour (1/16)  | Steffi Graf        |
| 1994  | -                | -                  | 2e tour (1/32)           | Natasha Zvereva          | 1er tour (1/64) | Gabriela Sabatini   | 3e tour (1/16)  | Mary Pierce        |
| 1995  | 3e tour (1/16)   | Natasha Zvereva    | 1er tour (1/64)          | Martina Hingis           | 3e tour (1/16)  | Jana Novotná        | 1er tour (1/64) | Mary Joe Fernández |
| 1996  | 1er tour (1/64)  | Helena Suková      | 1er tour (1/64)          | Elena Likhovtseva        | 1/4 de finale   | Arantxa Sánchez     | 1/4 de finale   | Steffi Graf        |
| 1997  | 1er tour (1/64)  | Ruxandra Dragomir  | 1er tour (1/64)          | Silvia Farina            | 3e tour (1/16)  | Nathalie Tauziat    | -               | -                  |

À droite du résultat, l’ultime adversaire.

### En double dames
| Année | Open d'Australie              | Open d'Australie           | Internationaux de France      | Internationaux de France   | Wimbledon                   | Wimbledon                  | US Open                     | US Open                 |
| ----- | ----------------------------- | -------------------------- | ----------------------------- | -------------------------- | --------------------------- | -------------------------- | --------------------------- | ----------------------- |
| 1988  | -                             | -                          | 1er tour (1/32) A. Betzner    | I. Driehuis M. Mesker      | 1er tour (1/32) A. Betzner  | Ann Devries S. Wasserman   | 2e tour (1/16) Neige Dias   | Steffi Graf G. Sabatini |
| 1989  | 1er tour (1/32) I. Kuczyńska  | Lise Gregory Ronni Reis    | 1/4 de finale A. Sánchez      | Jana Novotná Helena Suková | 1er tour (1/32) A. Sánchez  | G. Fernández Lori McNeil   | 1er tour (1/32) A. Sánchez  | L. Savchenko N. Zvereva |
| 1990  | 1er tour (1/32) Laura Golarsa | Steffi Graf G. Sabatini    | 1/2 finale N. Tauziat         | L. Neiland N. Zvereva      | 3e tour (1/8) N. Tauziat    | Kathy Jordan E. Smylie     | 2e tour (1/16) N. Tauziat   | Kathy Jordan E. Smylie  |
| 1991  | -                             | -                          | 3e tour (1/8) N. Tauziat      | Kathy Jordan M. McGrath    | 3e tour (1/8) N. Tauziat    | L. Neiland N. Zvereva      | 3e tour (1/8) N. Tauziat    | Yayuk Basuki Jo Durie   |
| 1992  | 3e tour (1/8) Kohde-Kilsch    | Patty Fendick G. Fernández | 1er tour (1/32) Kohde-Kilsch  | I. Driehuis N. van Lottum  | 2e tour (1/16) Leila Meskhi | Patty Fendick A. Strnadová | 2e tour (1/16) S. Appelmans | R. McQuillan C. Porwik  |
| 1993  | 1er tour (1/32) R. Zrubáková  | Amy Frazier Rika Hiraki    | 1er tour (1/32) Sandy Collins | Debbie Graham B. Schultz   | 2e tour (1/16) Linda Wild   | Valda Lake Clare Wood      | 1er tour (1/32) Linda Wild  | L. Neiland Jana Novotná |
| 1994  | -                             | -                          | 1er tour (1/32) C. Martínez   | W. Probst C. Singer        | -                           | -                          | -                           | -                       |

Sous le résultat, la partenaire ; à droite, l’ultime équipe adverse.

### En double mixte
| Année | Open d'Australie              | Open d'Australie      | Internationaux de France     | Internationaux de France   | Wimbledon | Wimbledon | US Open | US Open |
| ----- | ----------------------------- | --------------------- | ---------------------------- | -------------------------- | --------- | --------- | ------- | ------- |
| 1988  | -                             | -                     | 2e tour (1/16) Thomas Muster | M. Bollegraf Tom Nijssen   | -         | -         | -       | -       |
| 1989  | 1er tour (1/16) Thomas Muster | Jana Novotná Jim Pugh | 1er tour (1/32) Marián Vajda | Lise Gregory Stefan Kruger | -         | -         | -       | -       |

Sous le résultat, le partenaire ; à droite, l’ultime équipe adverse.

## Parcours aux Masters

### En simple dames
| # | Date       | Nom de l'édition                      | ($)       | Surface         | Résultat       | Ultime adversaire | Score         |          |
| - | ---------- | ------------------------------------- | --------- | --------------- | -------------- | ----------------- | ------------- | -------- |
| 1 | 12/11/1990 | Virginia Slims Championships New York | 3 000 000 | Moquette (int.) | 1er tour (1/8) | Manuela Maleeva   | 2-6, 6-1, 6-0 | Parcours |
| 2 | 18/11/1996 | Chase Championships New York          | 2 000 000 | Moquette (int.) | 1er tour (1/8) | Conchita Martínez | 6-1, 3-6, 6-4 | Parcours |

## Parcours aux Jeux olympiques

### En simple dames
| # | Date       | Nom de l'olympiade             | Surface      | Résultat        | Ultime adversaire | Score         |          |
| - | ---------- | ------------------------------ | ------------ | --------------- | ----------------- | ------------- | -------- |
| 1 | 28/07/1992 | Olympic Tennis Event Barcelone | Terre (ext.) | 1er tour (1/32) | Conchita Martínez | 4-6, 6-1, 6-2 | Parcours |
| 2 | 23/07/1996 | Olympic Tennis Event Atlanta   | Dur (ext.)   | 2e tour (1/16)  | Jana Novotná      | 6-4, 3-6, 6-3 | Parcours |

### En double dames
| # | Date       | Nom de l'olympiade             | Surface      | Résultat      | Partenaire   | Ultimes adversaires          | Score    |          |
| - | ---------- | ------------------------------ | ------------ | ------------- | ------------ | ---------------------------- | -------- | -------- |
| 1 | 28/07/1992 | Olympic Tennis Event Barcelone | Terre (ext.) | 2e tour (1/8) | Petra Ritter | Leila Meskhi Natasha Zvereva | 6-1, 6-1 | Parcours |

## Parcours en Coupe de la Fédération
| #                                                                          | Date       | Lieu       | Surface                            | Gagnante(s)                       | Perdante(s)                        | Score          |          |
|                                                                            |            |            |                                    |                                   |                                    |                |          |
| 1984 - 1er tour (groupe mondial) - Espagne - Autriche - 0 : 3              |            |            |                                    |                                   |                                    |                |          |
| 1                                                                          | 16/07/1984 | São Paulo  | Terre (ext.)                       | Judith Wiesner                    | Ana Almansa                        | 6-2, 6-1       | Parcours |
| 1                                                                          | 16/07/1984 | São Paulo  | Terre (ext.)                       | Petra Huber Judith Wiesner        | Ana Almansa Beatriz Pellon         | 6-4, 6-1       | Parcours |
|                                                                            |            |            |                                    |                                   |                                    |                |          |
| 1984 - 2e tour (groupe mondial) - Autriche - Italie - 0 : 2                |            |            |                                    |                                   |                                    |                |          |
| 2                                                                          | 16/07/1984 | São Paulo  | Terre (ext.)                       | Sandra Cecchini                   | Judith Wiesner                     | 2-6, 6-4, 6-2  | Parcours |
|                                                                            |            |            |                                    |                                   |                                    |                |          |
| 1986 - 1er tour (groupe mondial) - Japon - Autriche - 1 : 2                |            |            |                                    |                                   |                                    |                |          |
| 3                                                                          | 22/07/1986 | Prague     | Terre (ext.)                       | Judith Wiesner                    | Masako Yanagi                      | 0-6, 6-2, 7-5  | Parcours |
| 3                                                                          | 22/07/1986 | Prague     | Terre (ext.)                       | Etsuko Inoue Masako Yanagi        | Petra Huber Judith Wiesner         | 6-1, 2-6, 8-6  | Parcours |
|                                                                            |            |            |                                    |                                   |                                    |                |          |
| 1986 - 2e tour (groupe mondial) - Autriche - Canada - 3 : 0                |            |            |                                    |                                   |                                    |                |          |
| 4                                                                          | 22/07/1986 | Prague     | Terre (ext.)                       | Judith Wiesner                    | Helen Kelesi                       | 6-2, 6-3       | Parcours |
| 4                                                                          | 22/07/1986 | Prague     | Terre (ext.)                       | Petra Huber Judith Wiesner        | Jill Hetherington Jane Young       | 6-2, 7-65      | Parcours |
|                                                                            |            |            |                                    |                                   |                                    |                |          |
| 1986 - 1/4 de finale (groupe mondial) - Argentine - Autriche - 3 : 0       |            |            |                                    |                                   |                                    |                |          |
| 5                                                                          | 22/07/1986 | Prague     | Terre (ext.)                       | Mercedes Paz                      | Judith Wiesner                     | 6-4, 6-2       | Parcours |
| 5                                                                          | 22/07/1986 | Prague     | Terre (ext.)                       | Mercedes Paz Gabriela Sabatini    | Petra Huber Judith Wiesner         | 6-1, 6-3       | Parcours |
|                                                                            |            |            |                                    |                                   |                                    |                |          |
| 1987 - 1er tour (groupe mondial) - France - Autriche - 3 : 0               |            |            |                                    |                                   |                                    |                |          |
| 6                                                                          | 28/07/1987 | Vancouver  |                                    | Nathalie Tauziat                  | Judith Wiesner                     | 6-3, 7-5       | Parcours |
| 6                                                                          | 28/07/1987 | Vancouver  | Isabelle Demongeot Catherine Suire | Petra Huber Judith Wiesner        | 1-6, 6-3, 6-1                      |                | Parcours |
|                                                                            |            |            |                                    |                                   |                                    |                |          |
| 1988 - 1er tour (groupe mondial) - Belgique - Autriche - 1 : 2             |            |            |                                    |                                   |                                    |                |          |
| 7                                                                          | 05/12/1988 | Melbourne  |                                    | Judith Wiesner                    | Ann Devries                        | 6-1, 6-1       | Parcours |
| 7                                                                          | 05/12/1988 | Melbourne  | Heidi Sprung Judith Wiesner        | Sabine Appelmans Ann Devries      | 6-4, 7-63                          |                | Parcours |
|                                                                            |            |            |                                    |                                   |                                    |                |          |
| 1988 - 2e tour (groupe mondial) - URSS - Autriche - 2 : 1                  |            |            |                                    |                                   |                                    |                |          |
| 8                                                                          | 05/12/1988 | Melbourne  |                                    | Natasha Zvereva                   | Judith Wiesner                     | 6-3, 6-3       | Parcours |
| 8                                                                          | 05/12/1988 | Melbourne  | Larisa Savchenko Natasha Zvereva   | Heidi Sprung Judith Wiesner       | 6-1, 6-1                           |                | Parcours |
|                                                                            |            |            |                                    |                                   |                                    |                |          |
| 1989 - 1er tour (groupe mondial) - Mexique - Autriche - 1 : 2              |            |            |                                    |                                   |                                    |                |          |
| 9                                                                          | 03/10/1989 | Tokyo      | Dur (ext.)                         | Judith Wiesner                    | Claudia Hernandez                  | 6-4, 6-0       | Parcours |
| 9                                                                          | 03/10/1989 | Tokyo      | Dur (ext.)                         | Barbara Paulus Judith Wiesner     | Xochitl Escobedo Claudia Hernandez | 6-3, 6-4       | Parcours |
|                                                                            |            |            |                                    |                                   |                                    |                |          |
| 1989 - 2e tour (groupe mondial) - Grande-Bretagne - Autriche - 1 : 2       |            |            |                                    |                                   |                                    |                |          |
| 10                                                                         | 03/10/1989 | Tokyo      | Dur (ext.)                         | Judith Wiesner                    | Clare Wood                         | 6-2, 6-4       | Parcours |
|                                                                            |            |            |                                    |                                   |                                    |                |          |
| 1989 - 1/4 de finale (groupe mondial) - États-Unis - Autriche - 3 : 0      |            |            |                                    |                                   |                                    |                |          |
| 11                                                                         | 03/10/1989 | Tokyo      | Dur (ext.)                         | Chris Evert                       | Judith Wiesner                     | 6-1, 6-0       | Parcours |
| 11                                                                         | 03/10/1989 | Tokyo      | Dur (ext.)                         | Martina Navrátilová Pam Shriver   | Barbara Paulus Judith Wiesner      | 6-1, 6-2       | Parcours |
|                                                                            |            |            |                                    |                                   |                                    |                |          |
| 1990 - 1er tour (groupe mondial) - Autriche - Bulgarie - 3 : 0             |            |            |                                    |                                   |                                    |                |          |
| 12                                                                         | 23/07/1990 | Atlanta    | Dur (ext.)                         | Judith Wiesner                    | Elena Pampoulova                   | 6-0, 6-0       | Parcours |
| 12                                                                         | 23/07/1990 | Atlanta    | Dur (ext.)                         | Barbara Paulus Judith Wiesner     | Galia Angelova Dora Rangelova      | 6-0, 6-2       | Parcours |
|                                                                            |            |            |                                    |                                   |                                    |                |          |
| 1990 - 2e tour (groupe mondial) - Autriche - Japon - 2 : 1                 |            |            |                                    |                                   |                                    |                |          |
| 13                                                                         | 23/07/1990 | Atlanta    | Dur (ext.)                         | Judith Wiesner                    | Naoko Sawamatsu                    | 6-2, 7-62      | Parcours |
|                                                                            |            |            |                                    |                                   |                                    |                |          |
| 1990 - 1/4 de finale (groupe mondial) - Autriche - Grande-Bretagne - 2 : 1 |            |            |                                    |                                   |                                    |                |          |
| 14                                                                         | 23/07/1990 | Atlanta    | Dur (ext.)                         | Judith Wiesner                    | Sarah Loosemore                    | 7-64, 2-6, 8-6 | Parcours |
|                                                                            |            |            |                                    |                                   |                                    |                |          |
| 1990 - 1/2 finale (groupe mondial) - États-Unis - Autriche - 3 : 0         |            |            |                                    |                                   |                                    |                |          |
| 15                                                                         | 23/07/1990 | Atlanta    | Dur (ext.)                         | Zina Garrison                     | Judith Wiesner                     | 6-3, 6-4       | Parcours |
| 15                                                                         | 23/07/1990 | Atlanta    | Dur (ext.)                         | Patty Fendick Gigi Fernández      | Barbara Paulus Judith Wiesner      | 6-1, 7-65      | Parcours |
|                                                                            |            |            |                                    |                                   |                                    |                |          |
| 1991 - 1er tour (groupe mondial) - Autriche - Portugal - 3 : 0             |            |            |                                    |                                   |                                    |                |          |
| 16                                                                         | 23/07/1991 | Nottingham |                                    | Judith Wiesner                    | Tania Couto                        | 6-2, 6-2       | Parcours |
|                                                                            |            |            |                                    |                                   |                                    |                |          |
| 1991 - 2e tour (groupe mondial) - Autriche - Finlande - 2 : 1              |            |            |                                    |                                   |                                    |                |          |
| 17                                                                         | 24/07/1991 | Nottingham |                                    | Judith Wiesner                    | Nanne Dahlman                      | 7-5, 6-1       | Parcours |
| 17                                                                         | 24/07/1991 | Nottingham | Petra Ritter Judith Wiesner        | Anne Aallonen Petra Thoren        | 6-3, 7-68                          |                | Parcours |
|                                                                            |            |            |                                    |                                   |                                    |                |          |
| 1991 - 1/4 de finale (groupe mondial) - Autriche - États-Unis - 1 : 2      |            |            |                                    |                                   |                                    |                |          |
| 18                                                                         | 25/07/1991 | Nottingham |                                    | Judith Wiesner                    | Jennifer Capriati                  | 6-2, 0-6, 8-6  | Parcours |
| 18                                                                         | 25/07/1991 | Nottingham | Gigi Fernández Zina Garrison       | Petra Ritter Judith Wiesner       | 6-4, 6-1                           |                | Parcours |
|                                                                            |            |            |                                    |                                   |                                    |                |          |
| 1992 - 1er tour (groupe mondial) - Autriche - Roumanie - 2 : 1             |            |            |                                    |                                   |                                    |                |          |
| 19                                                                         | 14/07/1992 | Francfort  | Terre (ext.)                       | Judith Wiesner                    | Irina Spîrlea                      | 6-0, 6-3       | Parcours |
| 19                                                                         | 14/07/1992 | Francfort  | Terre (ext.)                       | Petra Ritter Judith Wiesner       | Ruxandra Dragomir Irina Spîrlea    | 7-5, 6-3       | Parcours |
|                                                                            |            |            |                                    |                                   |                                    |                |          |
| 1992 - 2e tour (groupe mondial) - Australie - Autriche - 2 : 1             |            |            |                                    |                                   |                                    |                |          |
| 20                                                                         | 15/07/1992 | Francfort  | Terre (ext.)                       | Judith Wiesner                    | Nicole Provis                      | 5-7, 6-3, 6-4  | Parcours |
| 20                                                                         | 15/07/1992 | Francfort  | Terre (ext.)                       | Nicole Provis Rennae Stubbs       | Petra Ritter Judith Wiesner        | 6-2, 6-0       | Parcours |
|                                                                            |            |            |                                    |                                   |                                    |                |          |
| 1993 - 1er tour (groupe mondial) - Autriche - Danemark - 1 : 2             |            |            |                                    |                                   |                                    |                |          |
| 21                                                                         | 20/07/1993 | Francfort  | Terre (ext.)                       | Judith Wiesner                    | Karin Ptaszek                      | 6-2, 6-2       | Parcours |
| 21                                                                         | 20/07/1993 | Francfort  | Terre (ext.)                       | Karin Ptaszek Tine Scheuer-Larsen | Petra Ritter Judith Wiesner        | 6-3, 7-62      | Parcours |
|                                                                            |            |            |                                    |                                   |                                    |                |          |
| 1993 - Barrage (groupe mondial I) - Allemagne - Autriche - 2 : 1           |            |            |                                    |                                   |                                    |                |          |
| 22                                                                         | 21/07/1993 | Francfort  | Terre (ext.)                       | Sabine Hack                       | Judith Wiesner                     | 6-2, 6-1       | Parcours |
|                                                                            |            |            |                                    |                                   |                                    |                |          |
| 1994 - 1er tour (groupe mondial) - Autriche - Pologne - 2 : 1              |            |            |                                    |                                   |                                    |                |          |
| 23                                                                         | 19/07/1994 | Francfort  | Terre (ext.)                       | Judith Wiesner                    | Katarzyna Nowak                    | 6-3, 7-5       | Parcours |
| 23                                                                         | 19/07/1994 | Francfort  | Terre (ext.)                       | Magdalena Feistel K. Teodorowicz  | Petra Ritter Judith Wiesner        | 7-5, 2-6, 6-2  | Parcours |
|                                                                            |            |            |                                    |                                   |                                    |                |          |
| 1994 - 2e tour (groupe mondial) - Autriche - Australie - 2 : 1             |            |            |                                    |                                   |                                    |                |          |
| 24                                                                         | 21/07/1994 | Francfort  | Terre (ext.)                       | Judith Wiesner                    | Kristine Radford                   | 6-0, 6-3       | Parcours |
|                                                                            |            |            |                                    |                                   |                                    |                |          |
| 1994 - 1/4 de finale (groupe mondial) - Autriche - États-Unis - 0 : 3      |            |            |                                    |                                   |                                    |                |          |
| 25                                                                         | 22/07/1994 | Francfort  | Terre (ext.)                       | Lindsay Davenport                 | Judith Wiesner                     | 2-6, 6-2, 6-2  | Parcours |
|                                                                            |            |            |                                    |                                   |                                    |                |          |
| 1995 - 1/4 de finale (groupe mondial) - États-Unis - Autriche - 5 : 0      |            |            |                                    |                                   |                                    |                |          |
| 26                                                                         | 22/04/1995 | Aventura   | Dur (ext.)                         | Amy Frazier                       | Judith Wiesner                     | 3-6, 6-4, 6-3  | Parcours |
| 26                                                                         | 22/04/1995 | Aventura   | Dur (ext.)                         | Mary Joe Fernández                | Judith Wiesner                     | 6-3, 2-6, 6-3  | Parcours |
|                                                                            |            |            |                                    |                                   |                                    |                |          |
| 1995 - Barrage (groupe mondial I) - Pays-Bas - Autriche - 1 : 4            |            |            |                                    |                                   |                                    |                |          |
| 27                                                                         | 22/07/1995 | Noordwijk  | Moquette (ext.)                    | Judith Wiesner                    | Kristie Boogert                    | 6-3, 1-6, 6-3  | Parcours |
| 27                                                                         | 22/07/1995 | Noordwijk  | Moquette (ext.)                    | Judith Wiesner                    | Miriam Oremans                     | 6-2, 6-2       | Parcours |
|                                                                            |            |            |                                    |                                   |                                    |                |          |
| 1996 - 1/4 de finale (groupe mondial) - Autriche - États-Unis - 2 : 3      |            |            |                                    |                                   |                                    |                |          |
| 28                                                                         | 27/04/1996 | Salzbourg  | Terre (ext.)                       | Mary Joe Fernández                | Judith Wiesner                     | 6-3, 7-65      | Parcours |
| 28                                                                         | 27/04/1996 | Salzbourg  | Terre (ext.)                       | Judith Wiesner                    | Jennifer Capriati                  | 6-1, 6-1       | Parcours |
| 28                                                                         | 27/04/1996 | Salzbourg  | Terre (ext.)                       | Gigi Fernández Mary Joe Fernández | Petra Ritter Judith Wiesner        | 6-0, 6-4       | Parcours |
|                                                                            |            |            |                                    |                                   |                                    |                |          |
| 1996 - Barrage (groupe mondial I) - Autriche - Allemagne - 1 : 4           |            |            |                                    |                                   |                                    |                |          |
| 29                                                                         | 13/07/1996 | Pörtschach | Terre (ext.)                       | Steffi Graf                       | Judith Wiesner                     | 6-1, 3-6, 6-2  | Parcours |
| 29                                                                         | 13/07/1996 | Pörtschach | Terre (ext.)                       | Anke Huber                        | Judith Wiesner                     | 6-3, 7-63      | Parcours |
|                                                                            |            |            |                                    |                                   |                                    |                |          |
| 1997 - 1/4 de finale (groupe mondial II) - Croatie - Autriche - 4 : 1      |            |            |                                    |                                   |                                    |                |          |
| 30                                                                         | 01/03/1997 | Zagreb     | Dur (int.)                         | Mirjana Lučić                     | Judith Wiesner                     | 7-5, 6-1       | Parcours |
| 30                                                                         | 01/03/1997 | Zagreb     | Dur (int.)                         | Judith Wiesner                    | Iva Majoli                         | 6-4, 6-4       | Parcours |
|                                                                            |            |            |                                    |                                   |                                    |                |          |
| 1997 - Barrage (groupe mondial II) - Autriche - Afrique du Sud - 3 : 2     |            |            |                                    |                                   |                                    |                |          |
| 31                                                                         | 12/07/1997 | Pörtschach | Terre (ext.)                       | Barbara Schett Judith Wiesner     | Amanda Coetzer Jessica Steck       | 6-1, 6-4       | Parcours |

## Classements WTA en fin de saison

### En simple
| Année | 1986 | 1987 | 1988 | 1989 | 1990 | 1991 | 1992 | 1993 | 1994 | 1995 | 1996 |
| Rang  | 141  | 33   | 35   | 35   | 17   | 16   | 25   | 21   | 25   | 25   | 15   |

Source : (en) « Classements de Judith Wiesner », sur le site officiel du WTA Tour

### En double
| Année | 1986 | 1987 | 1988 | 1989 | 1990 | 1991 | 1992 | 1993 | 1994 |
| Rang  | 256  | 110  | 71   | 30   | 59   | 41   | 76   | 58   | 785  |

Source : (en) « Classements de Judith Wiesner », sur le site officiel du WTA Tour